# Leichtathletik-Europameisterschaften 2006/Dreisprung der Männer

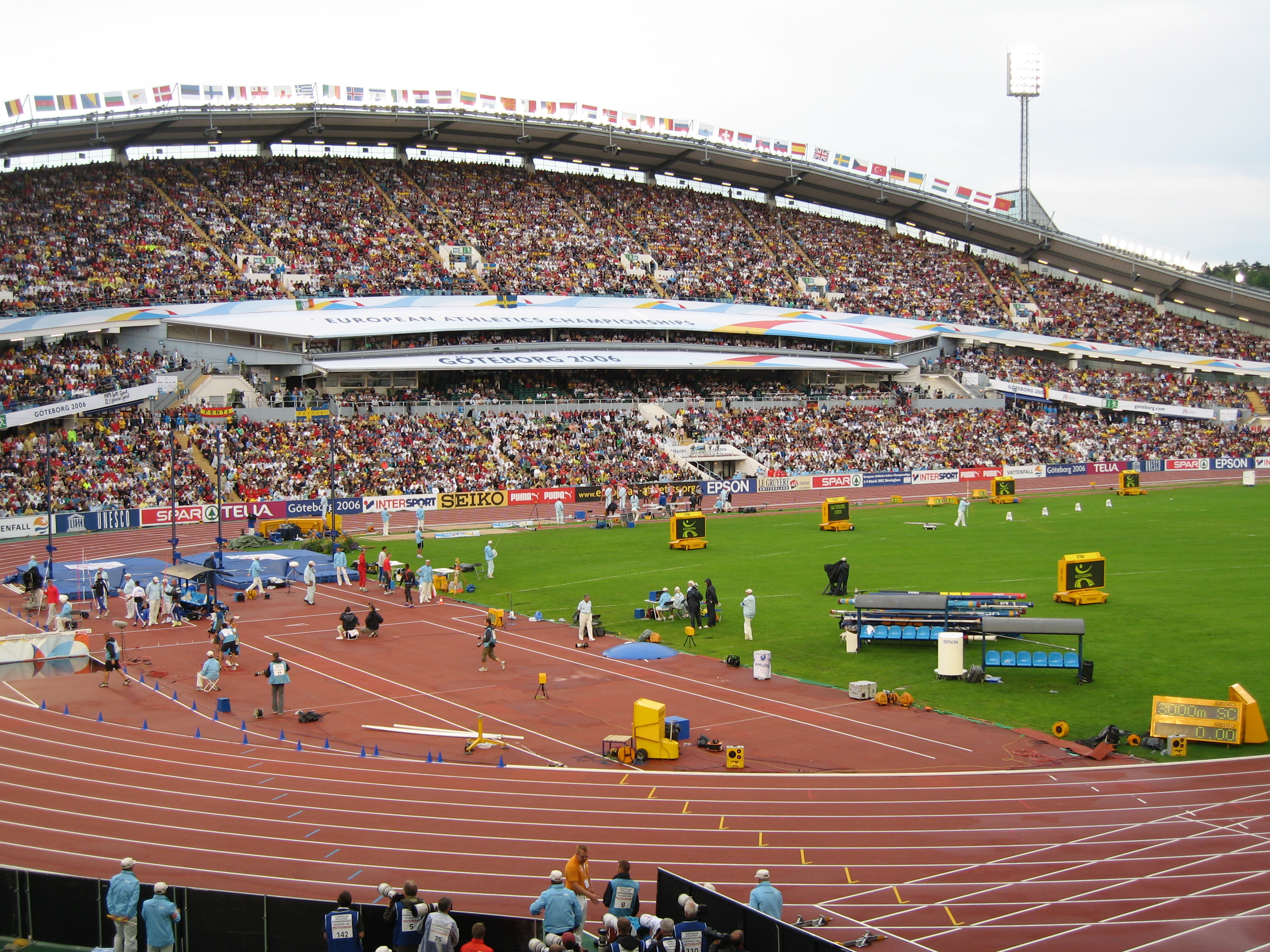
Das Ullevi-Stadion in Göteborg während der Europameisterschaften 2006

Der Dreisprung der Männer bei den Leichtathletik-Europameisterschaften 2006 wurde am 10. und 12. August 2006 im Ullevi-Stadion der schwedischen Stadt Göteborg ausgetragen.
Europameister wurde der schwedische Titelverteidiger, Olympiasieger von 2004 und Weltmeister von 2003 Christian Olsson. Rang zwei belegte der Brite Nathan Douglas. Der rumänische Olympiazweite von 2004 und WM-Dritte von 2005 Marian Oprea errang die Bronzemedaille.

## Bestehende Rekorde
| Weltrekord           | 18,29 m | Jonathan Edwards | Göteborg, Schweden    | 7. August 1995  |
| Europarekord         | 18,29 m | Jonathan Edwards | Göteborg, Schweden    | 7. August 1995  |
| Meisterschaftsrekord | 17,74 m | Leonid Woloschin | EM Split, Jugoslawien | 30. August 1990 |

Der bestehende EM-Rekord wurde bei diesen Europameisterschaften nicht erreicht. Die größte Weite erzielte der schwedische Europameister Christian Olsson mit 17,67 m bei einem Gegenwind von 0,7 m/s, womit er sieben Zentimeter unter dem Rekord blieb. Zum Welt- und Europarekord fehlten ihm 62 Zentimeter.

## Windbedingungen
In den folgenden Ergebnisübersichten sind die Windbedingungen zu den jeweiligen Sprüngen mitbenannt. Der erlaubte Grenzwert liegt bei zwei Metern pro Sekunde. Bei stärkerer Windunterstützung wird die Weite für den Wettkampf gewertet, findet jedoch keinen Eingang in Rekord- und Bestenlisten.

## Legende
Kurze Übersicht zur Bedeutung der Symbolik – so üblicherweise auch in sonstigen Veröffentlichungen verwendet:
| NM  | keine Weite (no mark) |
| ogV | ohne gültigen Versuch |
| –   | verzichtet            |
| x   | ungültig              |

## Qualifikation
10. August 2006, 19:20 Uhr
25 Wettbewerber traten in zwei Gruppen zur Qualifikationsrunde an. Sieben von ihnen (hellblau unterlegt) übertrafen die Qualifikationsweite für den direkten Finaleinzug von 16,95 m. Damit war die Mindestzahl von zwölf Finalteilnehmern nicht erreicht. Das Finalfeld wurde mit den fünf nächstplatzierten Sportlern (hellgrün unterlegt) auf zwölf Springer aufgefüllt. So reichten für die Finalteilnahme schließlich 16,74 m.

### Gruppe A

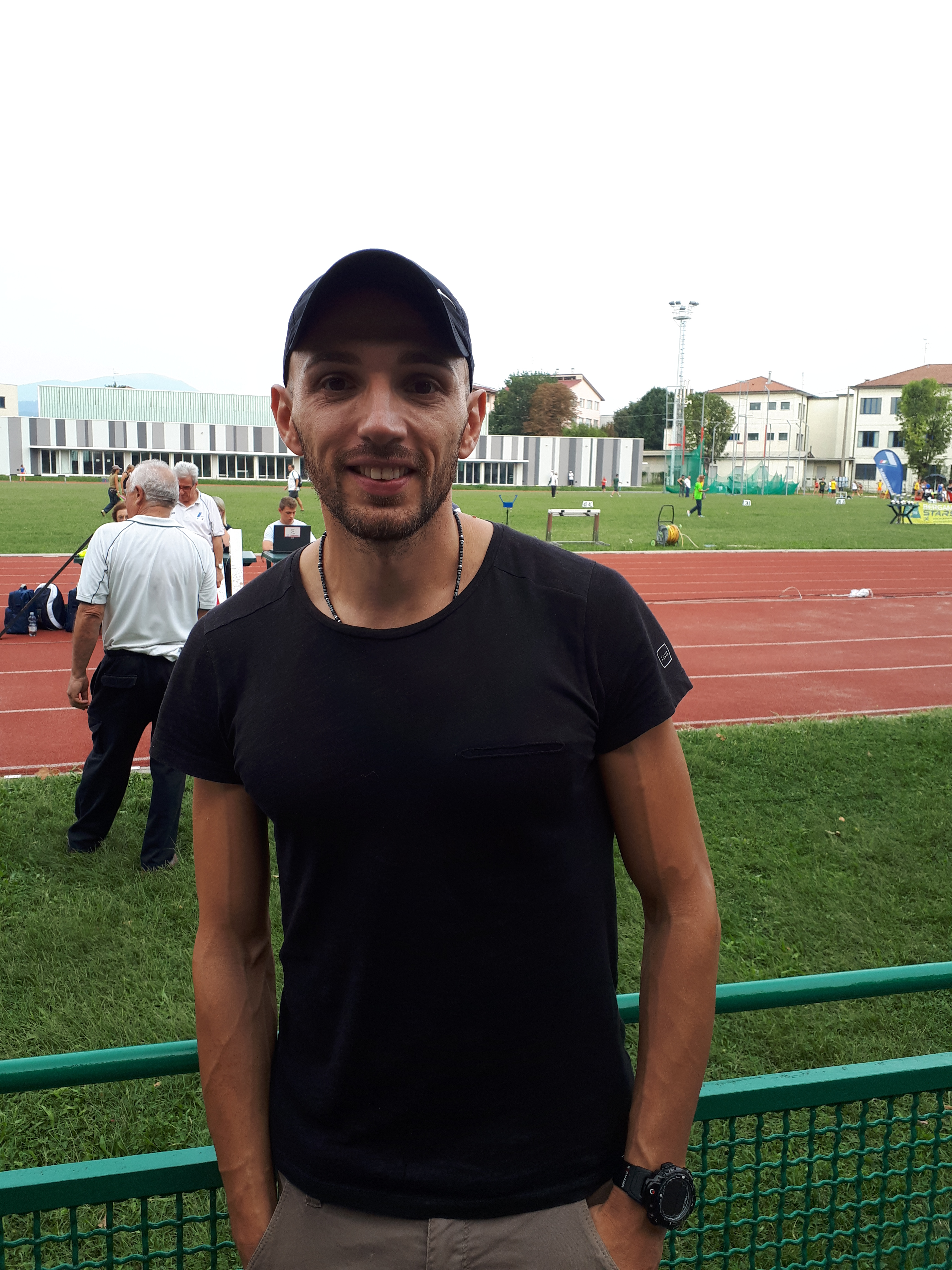
Fabrizio Schembri schied mit seinen 16,34 m in der Qualifikation aus
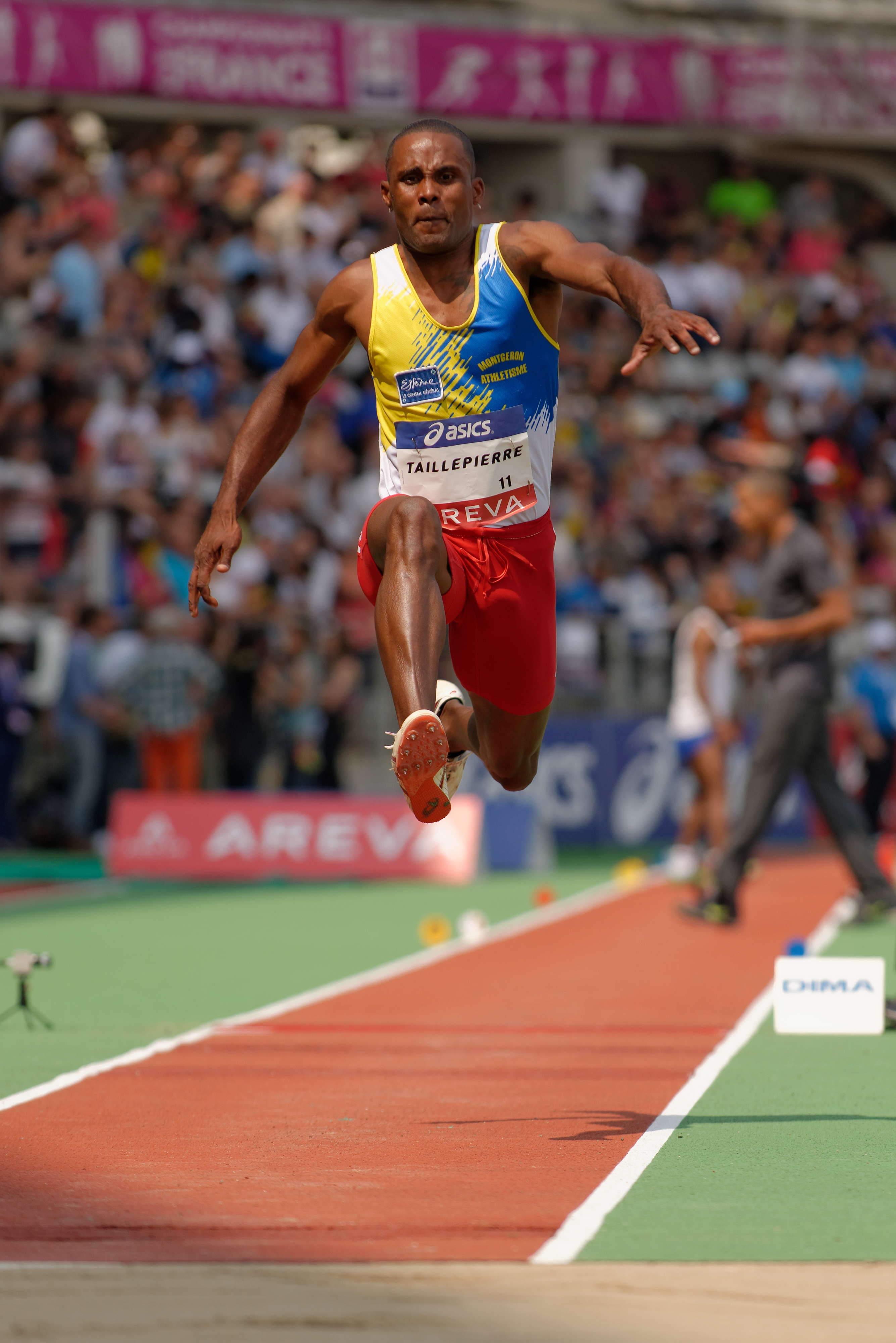
Karl Taillepierre erzielte 16,34 m, was zu wenig für eine Finalteilnahme war

| Platz | Name                   | Nation         | Bestweite (m) Wind (m/s) | 1. Versuch (m) Wind (m/s) | 2. Versuch (m) Wind (m/s) | 3. Versuch (m) Wind (m/s) |
| 1     | Marian Oprea           | Rumänien       | 17,05 / +0,3             | 16,85 / −0,4              | 17,05 / +0,3              | –                         |
| 2     | Jewhen Semenenko       | Ukraine        | 17,03 / +1,3             | 17,03 / +1,3              | –                         | –                         |
| 3     | Phillips Idowu         | Großbritannien | 17,01 / −1,0             | 16,44 / +1,5              | 17,01 / −1,0              | –                         |
| 4     | Wiktor Jastrebow       | Ukraine        | 16,81 / +1,5             | 16,81 / +1,5              | 16,56 / ±0,0              | 16,45 / −0,2              |
| 5     | Alexander Petrenko     | Russland       | 16,76 / +0,6             | 15,46 / +1,6              | 16,22 / +0,7              | 16,76 / +0,6              |
| 6     | Daniil Burkenja        | Russland       | 16,74 / −1,3             | 16,58 / +0,5              | 15,45 / +0,6              | 16,74 / −1,3              |
| 7     | Dmitrij Vaľukevič      | Slowakei       | 16,67 / +0,5             | 16,67 / +0,5              | x                         | 16,64 / +0,3              |
| 8     | Michaël Velter         | Belgien        | 16,56 / −0,5             | x                         | 16,17 / +1,5              | 16,56 / −0,5              |
| 9     | Fabrizio Schembri      | Italien        | 16,34 / −1,1             | 16,21 / +0,1              | 16,24 / +0,3              | 16,34 / −1,1              |
| 10    | Karl Taillepierre      | Frankreich     | 16,34 / −0,2             | x                         | 16,34 / −0,2              | x                         |
| 11    | Andrej Batagelj        | Slowenien      | 15,91 / +0,1             | 15,91 / +0,1              | x                         | 15,60 / −0,5              |
| NM    | Konstadínos Zalaggítis | Griechenland   | ogV                      | x                         | x                         | x                         |

### Gruppe B

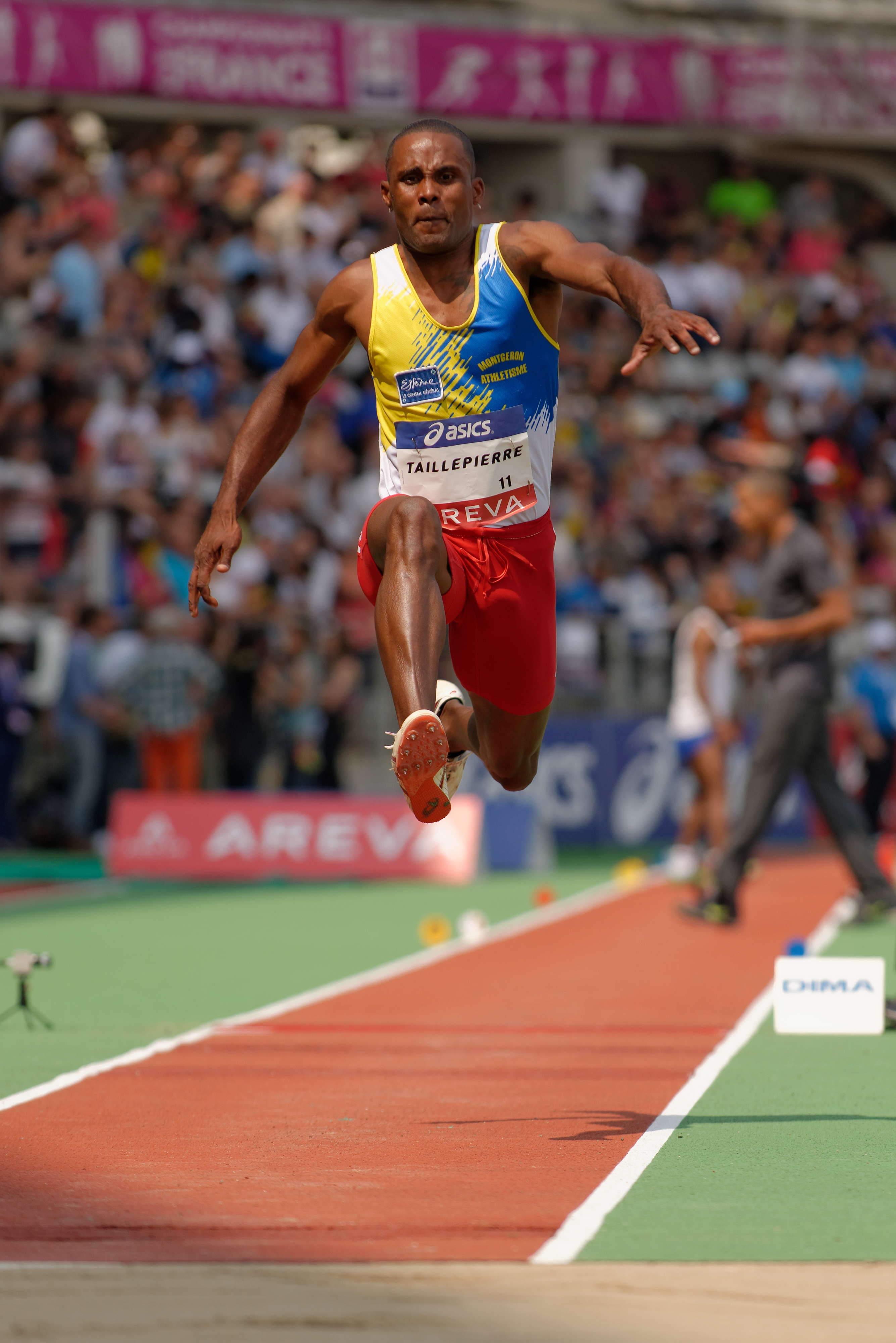
Julien Kapek blieb nur wegen seines schlechteren zweitbesten Versuchs in der Qualifikation hängen
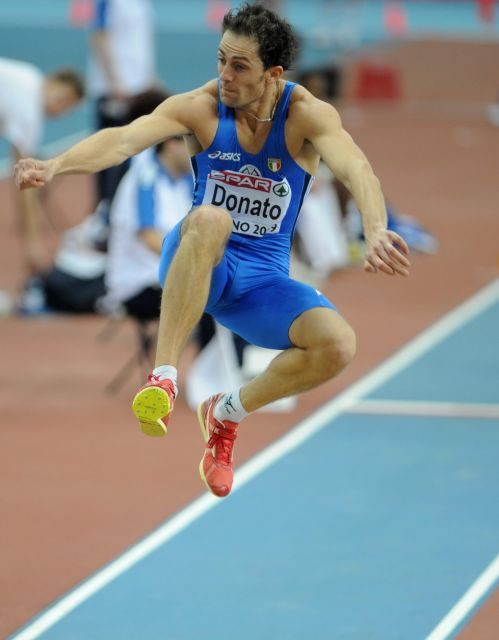
Fabrizio Donato fehlten mit seinen 16,64 m zehn Zentimeter für das Erreichen des Finales

| Platz | Name                | Nation         | Bestweite (m) Wind (m/s) | 1. Versuch (m) Wind (m/s) | 2. Versuch (m) Wind (m/s) | 3. Versuch (m) Wind (m/s) |
| 1     | Christian Olsson    | Schweden       | 17,51 / +0,3             | 17,51 / +0,3              | –                         | –                         |
| 2     | Nelson Évora        | Portugal       | 17,23 / +0,4             | 17,23 / +0,4              | –                         | –                         |
| 3     | Alexander Martínez  | Schweiz        | 17,13 / +0,8             | 13,69 / +2,1              | 17,13 / +0,8              | –                         |
| 4     | Alexander Sergejew  | Russland       | 17,02 / +0,9             | 17,02 / +0,9              | –                         | –                         |
| 5     | Nathan Douglas      | Großbritannien | 16,84 / +0,6             | 16,79 / +0,1              | 16,84 / +0,6              | 16,77 / −0,6              |
| 6     | Mykola Sawolajnen   | Ukraine        | 16,75 / −0,4             | 16,43 / +1,0              | 16,64 / +0,8              | 16,75 / −0,4              |
| 7     | Julien Kapek        | Frankreich     | 16,74 / +0,4             | 16,35 / +1,0              | 16,04 / +1,0              | 16,74 / +0,4              |
| 8     | Onochie Achike      | Großbritannien | 16,68 / +1,0             | 16,42 / +0,4              | 16,68 / +1,0              | x                         |
| 9     | Fabrizio Donato     | Italien        | 16,66 / +0,5             | 16,62 / +0,6              | x                         | 16,66 / +0,5              |
| 10    | Anders Møller       | Dänemark       | 16,46 / −0,2             | 16,26 / +1,2              | 15,74 / +0,4              | 16,46 / −0,2              |
| 11    | Lauri Leis          | Estland        | 16,34 / +0,2             | x                         | 16,34 / +0,2              | 16,13 / +0,7              |
| 12    | Daniel Donovici     | Rumänien       | 15,74 / −0,7             | x                         | x                         | 15,74 / −0,7              |
| NM    | Christos Meletoglou | Griechenland   | ogV                      | x                         | x                         | x                         |

## Finale
12. August 2006
| Platz | Name               | Nation         | Resultat (m) Wind (m/s) | 1. Versuch (m) Wind (m/s) | 2. Versuch (m) Wind (m/s) | 3. Versuch (m) Wind (m/s) | 4. Versuch (m) Wind (m/s)                | 5. Versuch (m) Wind (m/s)                | 6. Versuch (m) Wind (m/s)                |
| 1     | Christian Olsson   | Schweden       | 17,67 / −0,7            | 17,20 / −0,9              | 17,67 −0,7                | x                         | x                                        | x                                        | x                                        |
| 2     | Nathan Douglas     | Großbritannien | 17,21 / −0,4            | 15,36 / +0,8              | 16,72 / −0,3              | 17,12 / +0,3              | 17,21 / −0,4                             | x                                        | x                                        |
| 3     | Marian Oprea       | Rumänien       | 17,18 / ±0,0            | 16,59 / −0,6              | 16,86 / +0,2              | x                         | 17,02 / −0,7                             | 17,18 / ±0,0                             | x                                        |
| 4     | Nelson Évora       | Portugal       | 17,07 / +0,4            | 17,07 / +0,4              | x                         | x                         | x                                        | x                                        | 16,70 / +0,1                             |
| 5     | Phillips Idowu     | Großbritannien | 17,02 / +0,3            | x                         | 17,01 / +0,3              | 17,02 / +0,3              | x                                        | 16,40 / −0,7                             | x                                        |
| 6     | Daniil Burkenja    | Russland       | 16,98 / +0,8            | 16,01 / +0,8              | 16,98 / +0,8              | 16,59 / +0,5              | 16,57 / ±0,0                             | 16,91 / −0,8                             | 16.98 / +0,6                             |
| 7     | Wiktor Jastrebow   | Ukraine        | 16,94 / +0,2            | 16,93 / −0,8              | 16,85 / −0,1              | 16,94 / +0,2              | 16,94 / +0,7                             | 16,93 / −0,9                             | 16,84 / −0,4                             |
| 8     | Mykola Sawolajnen  | Ukraine        | 16,84 / +0,2            | 16,41 / −0,8              | 16,49 / +0,4              | 16,83 / +0,6              | x                                        | 16,84 / +0,2                             | x                                        |
| 9     | Alexander Martínez | Schweiz        | 16,80 / +0,8            | 15,71 / −0,2              | 16,80 / +0,8              | 16,65 / +1,4              | nicht im Finale der besten acht Springer | nicht im Finale der besten acht Springer | nicht im Finale der besten acht Springer |
| 10    | Alexander Sergejew | Russland       | 16,65 / +0,2            | 16,65 / +0,2              | x                         | x                         | nicht im Finale der besten acht Springer | nicht im Finale der besten acht Springer | nicht im Finale der besten acht Springer |
| 11    | Alexander Petrenko | Russland       | 16,60 / −0,6            | 16,26 / −0,7              | 16,60 / −0,6              | 16,55 / −0,2              | nicht im Finale der besten acht Springer | nicht im Finale der besten acht Springer | nicht im Finale der besten acht Springer |
| 12    | Jewhen Semenenko   | Ukraine        | 16,39 / +0,1            | 16,34 / −1,3              | x                         | 16,39 / +0,1              | nicht im Finale der besten acht Springer | nicht im Finale der besten acht Springer | nicht im Finale der besten acht Springer |

Titelverteidiger Christian Olsson war seinen Konkurrenten deutlich überlegen. Die Siegesweite erzielte er im zweiten Durchgang. Seine anschließenden Sprünge waren alle übergetreten. Insbesondere sein dritter Versuch wäre noch besser als die Siegesweite gewesen. Olsson gewann die dritte Goldmedaille für das Gastgeberland Schweden bei diesen Europameisterschaften.

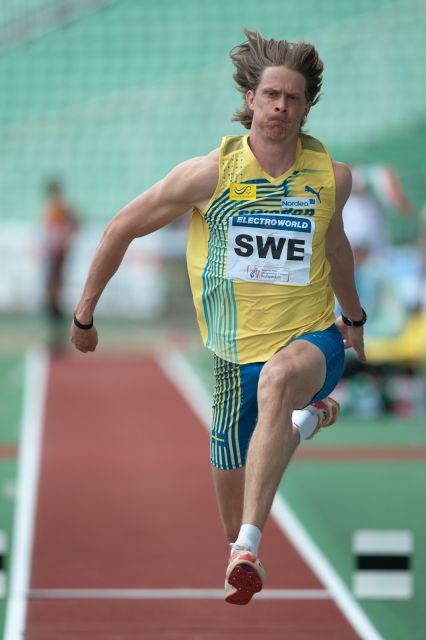
Christian Olsson, 2004 Olympiasieger und 2003 Weltmeister, verteidigte seinen Titel souverän
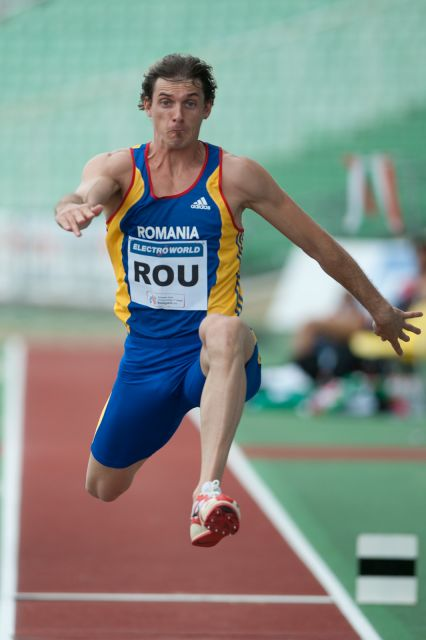
Marian Oprea, 2004 Olympiazweiter und 2005 WM-Dritter, errang Bronze
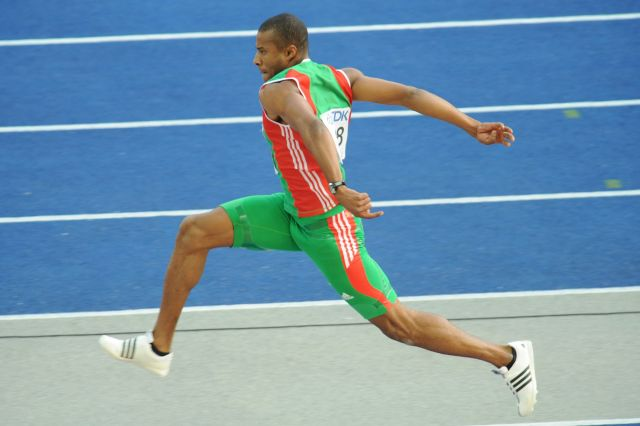
Nelson Évora belegte Rang vier
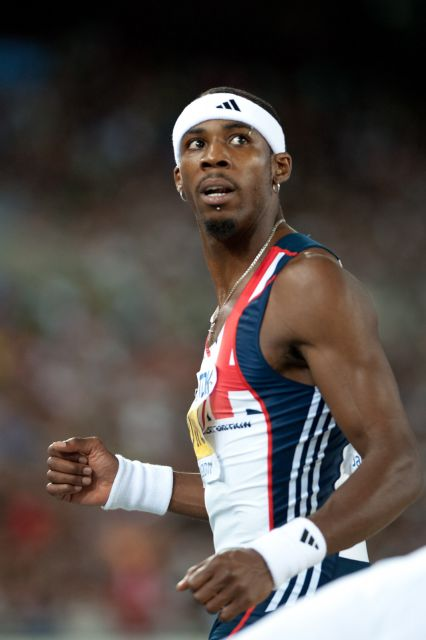
Phillips Idowu kam auf den fünften Platz

## Videolinsk
- 2006 European Championships Men's Triple Jump - 1st Christian Olsson, youtube.com, abgerufen am 28. Januar 2023
- Christian Olsson Triple Jump Triumph | Gothenburg 2006, youtube.com, abgerufen am 28. Januar 2023